# Massiac
Massiac je naselje in občina v osrednjem francoskem departmaju Cantal regije Auvergne. Leta 1999 je naselje imelo 1.857 prebivalcev.

## Geografija
Kraj leži v pokrajini Haute-Auvergne ob reki Alagnon in njenih dveh desnih pritokih Alagnonnette in Arcueil, 83 km severovzhodno od Aurillaca.

## Uprava
Massiac je sedež istoimenskega kantona, v katerega so poleg njegove vključene še občine Auriac-l'Église, Bonnac, La Chapelle-Laurent, Ferrières-Saint-Mary, Laurie, Leyvaux, Molèdes, Molompize, Saint-Mary-le-Plain, Saint-Poncy in Valjouze s 3.978 prebivalci.
Kanton Massiac je sestavni del okrožja Saint-Flour.

## Zanimivosti
- ostanki srednjeveškega gradu in obzidja,
- cerkev sv. Andreja iz 12. stoletja, prenovljena v 14. in 15. stoletju,
- muzej arheologije in mineralogije,
- muzej Elise Rieuf, imenovan po francoski slikarki Elise Rieuf (1897-1990).

## Pobratena mesta
- Faura (Valencia, Španija);